# Maxi Biewer

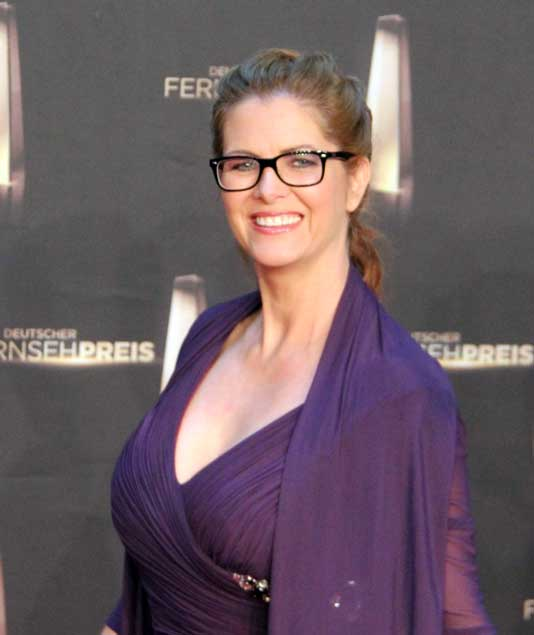
Maxi Biewer (2012)

Maxi Biewer (* 24. Mai 1964 in Ost-Berlin) ist eine ehemalige deutsche Fernsehmoderatorin und Schauspielerin.

## Leben und Karriere
Maxi Biewer ist die Tochter der Schauspieler Gerd Biewer und Brigitte Krause. Sie hat einen zwei Jahre jüngeren Bruder und spricht fließend Englisch und Französisch. Biewer besuchte eine Polytechnische Oberschule in Berlin-Köpenick und machte anschließend ihr Abitur. Danach absolvierte sie an der Hochschule für Schauspielkunst „Ernst Busch“ in Berlin ein Studium, das sie als diplomierte Schauspielerin abschloss.
Zwischen 1987 und 1989 gehörte sie dem Schauspieler-Ensemble des DDR-Fernsehens an und spielte in Gastrollen am Landestheater Dessau. Im Sommer 1989 flüchtete Biewer unter einem Vorwand nach West-Berlin ins Notaufnahmelager Marienfelde; von 1992 bis 2022 war sie Wettermoderatorin bei RTL. Bekanntheit erreichte sie insbesondere durch ihren Lachanfall als Wettermoderatorin beim RTL-Morgenmagazin Punkt 6 und durch eine ihrer Moderationen beim gleichen Magazin, die von Stefan Raab als Rap vertont wurde. 2010 spielte Biewer sich selbst in ihrer Tätigkeit als RTL-Wetterexpertin in der Serie Doctor’s Diary, die im Januar 2011 ausgestrahlt wurde. Bis 2013 publizierte sie vereinzelt als Gastautorin bei der Achse des Guten.
Ab Dezember 2022 präsentierte sie das Wetter bei Schlager Radio. Zwei Jahre später kündigte Maxi Biewer das Ende ihrer Medienkarriere an. „Ich werde mich völlig ins Privatleben zurückziehen. Ein Zurück ins Fernsehen oder Radio wird es nicht mehr geben“, erklärte die Moderatorin. Am 13. Dezember 2024 präsentierte sie zum letzten Mal ihre Sendung „Das Maxi-Wochenendwetter“ bei Schlager Radio.
Biewer war bis 1996 mit dem RTL-Morgenmagazin-Moderator Wolfram Kons liiert. Ein Jahr später heiratete sie den Kanadier Jean-Patrice Venne. Seitdem lebt sie in Québec und Deutschland.

## Filmografie (Auswahl)
- 1981: Der Kuckuck bin ich
- 1983: Rügensagen
- 1984: Kaskade rückwärts
- 1984: Polizeiruf 110: Schwere Jahre (1. Teil) (TV-Reihe)
- 1985: Ferienheim Bergkristall: Ein Fall für Alois (Fernsehserie)
- 1986: Ernst Thälmann (Fernsehfilm, 2 Teile)
- 1987: Maxe Baumann aus Berlin (Fernsehfilm)
- 1987: Sachsens Glanz und Preußens Gloria (Fernsehmehrteiler)
- 1987: Der Geisterseher
- 1987: Glück hat seine Zeit
- 1987: Sidonies Bilder
- 1987: Vater gesucht
- 1988: Der Staatsanwalt hat das Wort: Ohne Wenn und Aber
- 1989: Der lange Weg zu Angerer
- 1989: Polizeiruf 110: Der Wahrheit verpflichtet (Fernsehreihe)
- 1989: Auf den zweiten Blick
- 1990: Himmelsschlüssel
- 1990: Unser Lehrer Dr. Specht (Fernsehserie)
- 1996: Der Venusmörder
- 1997: Nikola Staffel 1 Folge 5 (Fernsehserie)
- 2016: Schau mir in die Augen – Promis unter Hypnose (RTL)